# سارا إم. هارفي
سارا إم. هارفي (بالإنجليزية: Sara M. Harvey)‏ (11 مارس 1976)؛ روائية أمريكية. درست في جامعة كاليفورنيا.